# Nasal dental sorda
La nasal dental sorda es un sonido que ocurre en algunos idiomas. El símbolo en el Alfabeto Fonético Internacional que define a este sonido es n̪̊. El símbolo X-SAMPA equivalente es n_0_d. Ocurre en algunas lenguas, como el iaai. 

## Características
- Es una consonante dental, lo que significa que se articula con la punta o la parte plana de la lengua en los dientes superiores, denominados respectivamente apical y laminal.
- Su fonación es sorda, lo que significa que se produce sin hacer vibrar las cuerdas vocales.
- Es una consonante nasal, lo que significa que el aire puede escapar por la nariz, ya sea exclusivamente o además por la boca.
- Es una consonante central, lo que significa que se produce al dirigir la corriente de aire a lo largo del centro de la lengua, en lugar de a los lados.
- El mecanismo de la corriente de aire es pulmonar, lo que significa que se articula empujando el aire únicamente con los pulmones y el diafragma, como ocurre con la mayoría de los sonidos.